# Werner Basel

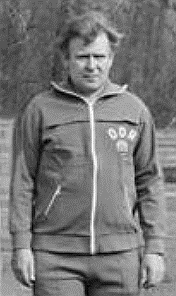
Werner Basel 1980 als DDR-Junioren-Trainer

Werner Basel (* 23. Oktober 1937; † 27. September 2022) war Fußballspieler und Fußballtrainer im DDR-Fußballspielbetrieb. Für den SC Chemie Halle spielte er in der DDR-Oberliga, der höchsten Spielklasse des ostdeutschen Fußball-Verbandes.

## Sportliche Laufbahn
Als Juniorenspieler bestritt Basel in den Jahren 1955 und 1956 drei Länderspiele mit der DDR-Junioren-Nationalmannschaft. In allen drei Begegnung kam er als Einwechselspieler in die Mannschaft. In den Jahren 1957 und 1958 spielte Basel für die Polizeisportgemeinschaft Dynamo Hohenschönhausen in der drittklassigen II. DDR-Liga. Zur Saison 1959 wurde er zum Spitzenklub der Polizeisportvereinigung Dynamo, dem SC Dynamo Berlin delegiert, spielte dort aber nur in der Reservemannschaft. Zur Saison 1960 wechselte Basel zum Oberliga-Aufsteiger SC Chemie Halle und bestritt dort 20 der 26 ausgetragenen Oberliga-Punktspiele. Er wurde hauptsächlich als rechter Halbstürmer eingesetzt. Nach nur einem Jahr verließ Basel Halle und kehrte wieder zur SG Dynamo Hohenschönhausen zurück, die inzwischen in der zweitklassigen I. DDR-Liga spielte. Basel blieb erneut nur eine Saison, die allerdings wegen der Anpassung auf den Sommer-Frühjahr-Rhythmus über 39 Punktspiele lief. Im Sommer 1962 schloss er sich dem TSC Oberschöneweide an, der in die I. DDR-Liga aufgestiegen war. Im Februar 1963 gehörte er zu den Spielern, die vom fusionierten TSC Berlin übernommen wurden. Drei Jahre später wechselte er mit der Fußballsektion des TSC zum ausgegliederten 1. FC Union Berlin. Als 29-jähriger Stammspieler war er am Aufstieg in die Oberliga 1966 beteiligt. Danach beendete er seine Laufbahn als Fußballspieler.

## Trainerlaufbahn
Noch als aktiver Fußballer war Basel beim TSC und beim 1. FC Union als Nachwuchstrainer tätig. Ab 1966 war er zunächst Trainer der 1. und 2. Jugendmannschaft und später Juniorentrainer bei Union. 1970 wurde er vom Fußball-Verband der DDR übernommen und arbeitete dort ebenfalls als Nachwuchstrainer. Unter anderem war er zeitweise Assistenztrainer der DDR-Nachwuchsnationalmannschaft und hauptverantwortlicher Trainer der Juniorenauswahl. So coachte er beispielsweise im August 1978 die U18 der DDR bei der 12. Ausgabe der Jugendwettkämpfe der Freundschaft im Bezirk Gera. Das Team mit den aktuellen und späteren Oberligaspielern Andreas Zachhuber, Harald Gramenz, Uwe Zötzsche und Frank Windelband belegte nach der 0:1-Endspielniederlage gegen die UdSSR-Junioren im Geraer Stadion der Freundschaft den 2. Platz.